# Dionizjos I
Dionizjos I, Dionizjos Starszy; gr. Διονύσιος; łac. Dionysius Maior (ur. około 430 p.n.e., zm. 367 p.n.e.) – tyran Syrakuz panujący w latach 405-367 p.n.e., ojciec Dionizjosa II.

## Pochodzenie
Pochodził z wpływowej rodziny. Nie pełniąc żadnego urzędu, usiłował działać na rzecz powrotu Hermokratesa do Syrakuz. Możliwe, że był sekretarzem strategów, ale Diodor podkreśla, że Dionizjusz był osobą prywatną.

## Przejęcie władzy
Właściwą karierę polityczną rozpoczął po klęsce Syrakuzańczyków pod Akragas – mając poparcie dawnych stronników Hermokratesa i wykorzystując nieudolność strategów w wojnie z Kartaginą, jako mówca ludowy spowodował usunięcie dotychczasowych dowódców i został wybrany w skład nowego kolegium strategów. Dionizjusz odmówił wkrótce współpracy z pozostałymi strategami i otrzymał nadzwyczajne uprawnienia oraz tytuł strateg autokrator (nie wiadomo co stało się z pozostałymi strategami, może złożono ich z urzędu), zorganizował także oddział najemników w sile tysiąca żołnierzy, stanowiący jego wierną, świetnie wyszkoloną i opłacaną gwardię przyboczną, i od tego momentu był już, według greckich pojęć, tyranem. Z Kartagińczykami nowy władca zawarł pokój w roku 405/404 p.n.e. na zasadzie status quo i przystąpił do umacniania swej władzy oraz do budowy siły państwa syrakuzańskiego.

## Podstawy władzy. Rozbudowa siły państwa

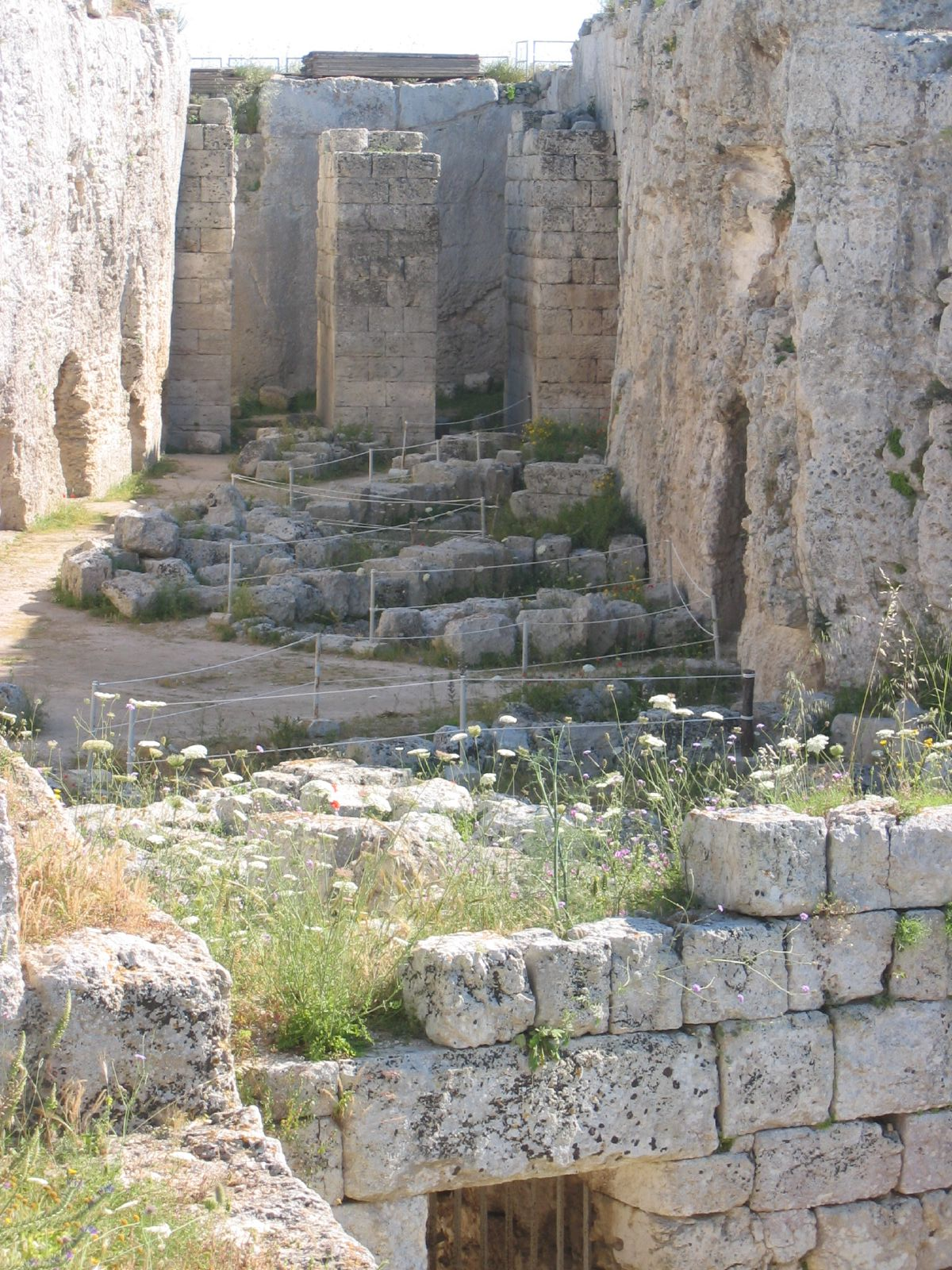
Fragment murów wybudowanej przez Dionizjusza warowni Euryalos

Dionizjusz swoją władzę opierał z jednej strony na życzliwości ludu, konfiskując majątki bogatych, a ich samych skazując na śmierć, z drugiej wszystkie wyższe stanowiska w wojsku obsadził swoimi zwolennikami i opłacał swój przyboczny oddział najemników, zapewniający mu ochronę. Konsekwentnie budował potężne państwo, zmierzając do wchłonięcia wszystkich greckich miast Sycylii. By osiągnąć ten cel, nie cofał się przed okrucieństwem, wzorem Dejnomenidów przesiedlał ludność, a także sprzedawał pokonanych w niewolę, Katanię przyznał swoim odprawionym najemnikom kampańskim, również w Leontinoj osiedlił najemników, przenosząc obywateli tego miasta do Syrakuz. Do realizacji swoich celów potrzebował silnej armii. Za jego rządów liczebność rozbudowanej armii wynosiła około 50 tysięcy piechoty i około 10 tysięcy jazdy. Ufortyfikował Syrakuzy: wyspę Ortygię, gdzie miał siedzibę, zmienił w niezdobytą twierdzę, otoczył miasto systemem obronnym, którego centralnym punktem był zamek warowny Euryalos – jedno z najwybitniejszych osiągnięć architektury wojskowej IV wieku p.n.e.

## Wojny z Kartaginą
Umocniwszy miasto, Dionizjusz rozpoczął wojnę z Kartagińczykami, dążąc do wyparcia ich z Sycylii i opanowania całej wyspy. W wojnie z Kartaginą tyran odniósł początkowo sukcesy. Dotarł nawet do zachodniego wybrzeży Sycylii, oblegał i zdobył Motyę, nie zdołał jednak opanować miast punickich. Z kolei kontrofensywa punicka zagroziła samym Syrakuzom i nawet osobiście tyranowi. Wojny z Kartagińczykami – w sumie trzy w latach 397–392 p.n.e., 383–376 p.n.e. i 368–367 p.n.e. – prowadził Dionizjusz aż do śmierci ze zmiennym szczęściem, granica między państwem syrakuzańskim a posiadłościami Kartaginy ustaliła się ostatecznie na rzekach Halykos i Himeras, do Syrakuz należała cała wschodnia cześć wyspy. Mimo że nie osiągnął w pełni swoich celów, nie przeszkodziło to Dionizjuszowi ogłosić się archontem Sycylii.

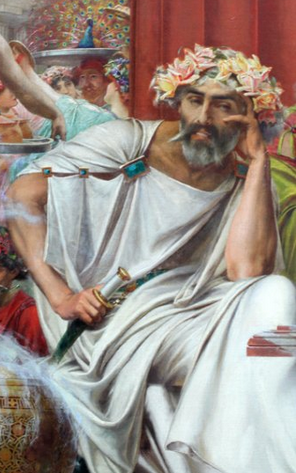
Tyran Dionizjusz (mal. Herbert Gandy)

## Ekspansja pozasycylijska
Ambicje Dionizjusza sięgały poza Sycylię. Stworzył wielką flotę wojenną, dzięki której panował niepodzielnie na Adriatyku i na Morzu Tyrreńskim. Syrakuzy uczynił światowym portem handlowym, a dwór – kulturalnym centrum zachodniej części świata greckiego. Pragnął rozszerzyć władzę na południową Italię (Wielka Grecja) – głównie przy pomocy Lokryjczyków zajął Rhegion, Kaulonię i Kroton, opanowując Cieśninę Mesyńską, zawarł także przymierze z Tarentem, podbił Wyspy Liparyjskie, wysłał kolonistów na Korsykę i zapuszczał się na rabunkowe wyprawy aż do Etrurii. Usadowił się także w Ankonie i w Adrii oraz dotarł do Ilirii, na wyspę Issa. Dla realizacji swoich celów potrafił nawet sprzymierzać się z miejscowymi ludami (Lukanami) przeciwko Grekom. Interweniował również w sprawach Grecji właściwej, m.in. wspomagał Spartę w wojnie z Atenami i Tebami (dopiero u schyłku życia poparł Ateny).

## Dionizjusz i Platon
Platon przybył na Sycylię po raz pierwszy w 389/388 p.n.e., prawdopodobnie po to, by zapoznać się z filozofią pitagorejczyków – na zaproszenie tyrana osiadł w Syrakuzach, próbując tam wpoić w tyrana prawość. Wtedy też poznał Diona, zięcia Dionizjosa I i szwagra Dionizjosa II (brata żony Dionizjosa I Aristimache i męża Arete, córki Dionizjosa I), który został jego bliskim przyjacielem. Dionizjusz wolał jednak oddawać się uciechom życia niż filozofii i popadł w konflikt ze zbyt krytycznym wobec niego Platonem, który musiał uciekać z Syrakuz (miał być nawet sprzedany przez Dionizjusza w niewolę, ale został wykupiony przez przyjaciela). Podobnie źle potraktował innego znanego ówcześnie filozofa – Arystypa z Cyreny, a Platon następne podróże na Sycylię odbył już za panowania syna tyrana, Dionizjusza Młodszego.

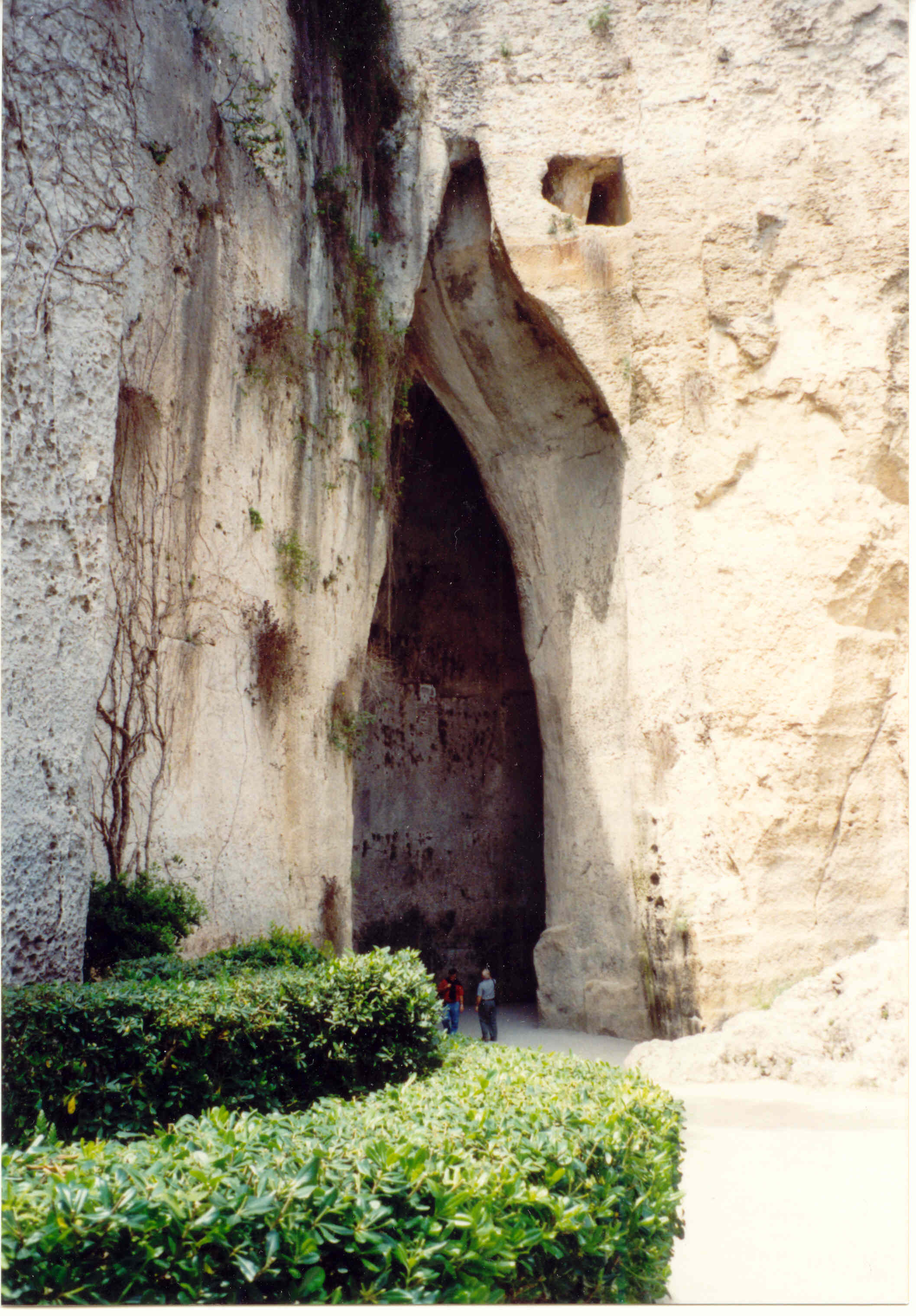
Wejście do kamieniołomów syrakuzańskich z tzw. Uchem Dionizjusza

## Cechy charakteru
Podczas sprawowania władzy ujawnił się szereg szczególnych cech jego charakteru. Wyróżniał się brakiem skrupułów, męstwem i umiejętnością przewodzenia. Był pomysłowy, przebiegły i przewidujący, ale także wiarołomny, mściwy i okrutny. Pozbawił dowódczego stanowiska własnego brata Leptinesa i wygnał historyka Filistosa, jednego ze swych stronników. Słynął z podejrzliwości, lęku o własne życie i chciwości; dzięki temu przysłowiowe stały się takie pojęcia jak „ucho Dionizjusza” i „miecz Damoklesa”. Dla zaspokajania rosnących potrzeb i pomnażania dochodów zwiększał podatek gruntowy, fałszował pieniądze, rabował skarbce w świątyniach (podobno posunął się nawet do wymienienia złotego płaszcza Zeusa syrakuzańskiego na płaszcz wełniany). Zabiegał przy tym o popularność, próbując nawet twórczości poetyckiej (wykpionej na igrzyskach olimpijskich w 384 p.n.e.) i wystawiając sobie posągi w postaci boga Dionizosa.

## W oczach potomnych
Ocena tyranii sycylijskiej, jak i samego Dionizjusza, jest bardzo trudna i budziła kontrowersje już w starożytności. Zarówno w literaturze antycznej, jak i w badaniach nowożytnych ukazano go jako wzorzec tyrańskiego władcy, bezwzględnego i okrutnego. Wokół jego postaci powstało wiele anegdot i opowieści, z których najbardziej znana dotyczy miecza Damoklesa. Według jednego z historyków, kariera Dionizjusza stanowi pierwszy przykład tego, czego mógł dokonać samowładca w czasach rozwiniętej gospodarki pieniężnej. Choć tyran nie stworzył jednolitego państwa, za jego rządów Syrakuzy odgrywały na greckim Zachodzie przywódczą rolę, podobną roli Aten w regionie egejskim w V stuleciu. Były głównym ośrodkiem wymiany handlowej pomiędzy Grecją, Italią i Kartaginą, ich pieniądz był najsilniejszą walutą w zachodniej strefie Śródziemnomorza. Nietrwała w istocie władza Dionizjusza opierała się na sile obcej, terrorze, przekupstwie i manipulacjach politycznych; faktycznie nie stworzył on jednolitego państwa. Poprzez zaciąg i osiedlanie ogromnej ilości najemników doprowadził do wymieszania różnych narodowości, przez co na Sycylii uległ obniżeniu poziom kultury helleńskiej. W dziedzinie wojskowości przewyższył innych ówczesnych dowódców najemników jako organizator udanych operacji morsko-lądowych. Nie będąc wybitnym strategiem, jako pierwszy z Greków docenił i rozwinął sztukę oblężniczą, wprowadził też znaczące innowacje w okrętownictwie. Choć metodami politycznymi wyrządził więcej szkody niż ktokolwiek, jego największą zasługą było niewątpliwie powstrzymanie kartagińskiej ekspansji na Sycylii.